# X맨
《X맨》은 SBS TV에서 방영한 텔레비전 프로그램이며 2003년 11월 8일부터 2007년 4월 8일까지 방영된 프로그램이다.

## X맨 역사
- 2003년 11월 8일부터 첫방송되어, 초창기에 본격 심리 추리 버라이어티를 표방하며 실제상황 토요일의 1부 코너편성으로 방송을 시작했다.
- 2004년 10월 10일부터 일요일이 좋다의 1부 코너 편성으로 황금시간대를 이동했다.
- 2006년 11월 5일부터 2007년 4월 8일까지 독립편성으로 일요일이 좋다 X맨으로 제목을 변경해 방송하였다.

### 《실제상황 토요일》 편성 시기
- 1기 당시 메인 MC는 김제동이었고, 강호동과 유재석이 각각 강팀과 유팀의 팀장을 맡았다. 1기 출연자는 윤현진 SBS 아나운서(X맨), 은지원, 박예진, 김C, 토니 안, 김종민, 김경호, 애니(전 타샤니 멤버)였다.
- 2기부터 메인 MC가 김제동에서 유재석으로 바뀌었고, 김제동은 김팀(1기에는 유팀)의 팀장을 맡게 되었다.
- 초창기에 출시된 '단결 말타기', '줄줄이 말해요', '날아라 프라이팬' 등의 게임들이 히트했고, 특히 2004년 5월에 출시된 '당연하지!'가 메가히트하면서 큰 화제를 불러일으켰다.

### 《일요일이 좋다》 편성 시기
- X맨이 토요일 저녁 시간대에서 좋은 시청률을 보이자 2004년 10월 당시 3사 일요예능 최약체였던 일요일이 좋다로 이동 편성되었다. 개편 직후 당시 동시간대 시청률 1위였던 MBC ‘일요일 일요일 밤에’를 끌어내렸고, 2006년까지 동시간대 시청률 1위를 고수하며 최고 전성기를 구가했다.
- 일요일이 좋다에서 방송되는 동안 강팀의 상대팀 팀장이 김제동(김팀)→공형진(공팀)→박경림(박팀)→이혁재(이팀)로 교체되었다.
- 프로그램 초반 인기코너였던 '단결 말타기'가 2005년 4월 개그맨 김기욱의 부상사건으로 폐지되고, 대신 '단결 닭싸움', '단결 고싸움' 등으로 변경되었다.
- 2005년 당시 '커플장사 만만세'의 커플 선정 단계에서 출연자들의 멋진 퍼포먼스가 많은 화제를 불러모았다.

### 《New X맨》 단독 편성 시기
- 2006년 11월 가을개편으로 일요일이 좋다 7시대 코너가 폐지되면서 일요일이 좋다가 X맨 단독코너 체제로 개편되었다.
- 일요일이 좋다 X맨은 New X맨으로 코너명을 바꾸고 기존의 심리게임에서 벗어나 출연진 중 그 주의 설문조사에서 1위를 한 출연자가 X맨이 되고, 마지막에 X맨이 속한 팀이 패하는 형식으로 탈바꿈했다. 이 설문조사에는 MC 유재석도 포함되었는데, 이는 유재석의 순위를 기준으로 상위는 강호동 팀(이하 강팀), 하위는 이혁재 팀(이하 이팀)으로 분류되기 때문이었다. 또 아무도 모르는 X맨의 특성상 각 팀장은 게임에서 승리할 시 팀원을 상대팀으로부터 영입할 수도 있고, 상대팀으로 방출할 수도 있다.
- 그러나, New X맨 체제에서 시청률이 하락하자 2007년 봄 개편으로 X맨은 폐지되었다. 이로써 이 프로그램은 현재까지 강호동과 유재석이 마지막으로 함께 진행을 맡아 출연한 프로그램으로서 남게 되었다.

## 방송 시간
| 방송 채널 | 방송 기간                           | 방송 시간                    | 비고                          |
| --------- | ----------------------------------- | ---------------------------- | ----------------------------- |
| SBS TV    | 2003년 11월 8일 ~ 2004년 10월 9일   | 매주 토요일 오후 5:35 ~ 6:45 | 실제상황 토요일 1부 코너 편성 |
| SBS TV    | 2004년 10월 10일 ~ 2006년 10월 29일 | 매주 일요일 오후 5:30 ~ 6:40 | 일요일이 좋다 1부 코너 편성   |
| SBS TV    | 2006년 11월 5일 ~ 2007년 4월 8일    | 매주 일요일 오후 5:30 ~ 6:40 | 일요일이 좋다 1부 코너 편성   |

## 역대 출연자

### MC
- 유재석: 메인 MC, 1기 유팀 팀장
  - 프로그램 1기에는 유팀을 이끄는 팀장으로 시작했다가 2기부터 메인 MC가 되었다. 전체적으로 프로그램을 이끌고 심리전을 가중시키는 역할이지만 가끔 재치있는 농담이나 장난으로 긴장감을 해소시키기도 한다.
  - MC유의 모노드라마: 2004년 'MC 당신의 능력을 보여주세요' 코너에서 자신에게 주어진 미션이 어려울때 자기 자신과의 대화를 통해 긴장감을 해소하려는 모습이 마치 심리치료를 위한 모노드라마와 비슷해 큰 웃음을 주었다.
- 강호동: 강팀 팀장
  - 1기부터 마지막회까지 강팀 팀장으로 활약했다. 특유의 에너지로 팀을 이끌지만 가끔 미덥지 못한 구석을 보이기도 했다. 특히 당연하지와 커플게임에서 약한 모습을 많이 보였다.
  - 별명: 4자, 돼랑이, 당연하지 보물창고
- 김제동 (2003.11.8~2004.11.28): 김팀 팀장, 1기 메인 MC
  - 프로그램 출범 당시 메인 MC로 기용되었다가 2기부터 팀장을 맡았다.
  - 별명: 반칙의 제왕
- 공형진 (2004.12.5~2005.5.1): 공팀 팀장
  - 2004년 종종 게스트로 출연하다 2004년 12월 5일 최강 X맨 특집부터 MC로 합류했다.
- 박경림 (2005.05.08~2006.4.30): 박팀 팀장
  - 2005년 X맨 최강자전에서의 활약이 돋보여 MC로 발탁되었다.
  - 힘의 여왕: 커플장사 만만세 매력발산에서 본인도 주체할 수 없는 과격한 댄스로 큰 웃음을 주었다. 특히 매력발산이 끝난 후 MC 유재석과의 커플댄스가 화제가 되었다.
- 이혁재 (2006.5.7~2007.4.8): 이팀 팀장

### 고정 게스트
- 김종민 (2003년 11월~2005년 12월)
  - 줄줄이 교수님: 어리바리함으로 줄줄이 말해요 게임에서 항상 틀리지만 명언은 많이 해서 붙여진 별명이다.
- 신정환 (2004년 4월~2005년 5월)
  - Miss 신: 2004년 5월 제주도 특집 당시 뒷모습이 조신한 여자 같아 붙여진 별명이다.
  - 당연하지 보물창고: 강호동, 김제동, 김종국과 함께 '당연하지!' 초반에서 약점을 많이 잡혀 생긴 캐릭터다.(닭, 여자 등등)
- 윤은혜 (2004년 1월~2005년 9월)
  - 소녀장사: 제주도특집 수중 고싸움에서 강호동을 밀어내며 괴력을 발휘해 생긴 별명이다. 이후 '지는 씨름'에서 성별을 안 가리고 이기면서 이미지가 확고해졌다.
- 이지현 (2004년 2월~2005년 3월)
  - Queen of 당연하지: '당연하지!' 첫회에서 상대팀을 올킬하며 당연하지를 히트시킨 장본인이다. 물론 프로그램 중반 이후에는 지는 경우가 많긴 하지만 말이다.
- 이승기 (2004년 7월~2006년 7월)
  - 무려 54회 출연 (17회 연속 고정 출연과 11회 연속 고정 출연 기록 포함)
- 김종국 (2004년 7월~2005년 1월, 2005년 7월 17일~2006년 2월)
  - 게임의 제왕: 각종 게임에서 특유의 힘을 발휘하며 팀을 승리로 이끌었다.
  - 로맨스 가이: 2004년 당시 윤은혜와의 스캔들을 통해 '커플장사 만만세'에서 윤은혜와 자주 커플 게임을 가지며 러브라인을 형성했다.[1] 이후 패밀리가 떴다, 런닝맨 등 후속 출연작에서 유재석이 이 러브라인을 종종 거론해 김종국을 당황시켰다. 윤은혜 하차 이후에는 1995년 당시 터보의 팬이었던 채연과의 인연이 밝혀지면서 한동안 채연과의 러브라인이 형성되기도 했다.
  - King of 양말벗기:"커플장사 만만세"중 양말벗기 게임을 너무 잘해서 생긴 별명
- 하하 (2005년 5월~2007년 4월)
  - 김종국 따라잡기: 출연 초반 캐릭터가 없던 하하가 김종국의 모든 것을 따라하는 모습으로 시청자의 각인을 받았던 캐릭터.
  - 뻔뻔 로맨스: 2006년 "당연하지"에서 뻔뻔함으로 화제를 많이 일으켜 이글아이 이종수와의 라이벌전도 벌이기도 한다.
- 박명수 (2005년 9월[2] ~ 2007년 4월)
  - 하명국: 2005년 당시 박팀에서 나란히 활약하던 하하, 박명수, 김종국을 묶어서 만든 그룹이다. 댄스 보관됨 2022-04-07 - 웨이백 머신 신고식에서의 8비트 유로댄스 퍼포먼스와 팀장 박경림이 강팀 남자 게스트와의 러브라인을 만들때 뒤에서 딴지를 거는 모습으로 큰 웃음을 주었다. 2006년 2월 김종국이 하차해 2인조 '하명'으로 활동하다가 2006년 5월 하하가 강팀으로 이적하며 해체되었다.
- 지상렬 (2005년 6월~2006년 4월)
  - 박명수와의 라이벌전: 박명수 첫 출연 당시, 독특한 정신세계의 양대산맥으로 소개되며 라이벌 구도를 형성하였고, 하명국이 나오자 이성진, 테이와 함께 '지진테'를 결성하기도 했다. ’당연하지’에서 선보인 호통 개그와 지식검색 개그가 큰 호응을 얻었다.
- 다나
- 채연
- 이종수
- 앤디
- 배슬기
- 김장훈 (2007년 2월~4월)
- 이민기
- 이진
- 박준규

### 역대 X-man
| 회차 | 이름           |
| ---- | -------------- |
| 1    | 윤현진         |
| 2    | 토니 안        |
| 3    | 이범수         |
| 4    | 이진           |
| 5    | 앤디           |
| 6    | 김종민         |
| 7    | 강호동         |
| 8    | 신혜성         |
| 9    | 박정아         |
| 10   | 이성진         |
| 11   | 이지훈         |
| 12   | 천정명         |
| 13   | 황보           |
| 14   | 김동완         |
| 15   | 유노윤호       |
| 16   | 김종민 (2회)   |
| 17   | 윤은혜         |
| 18   | 신정환         |
| 19   | 공형진         |
| 20   | 에릭           |
| 21   | 팀             |
| 22   | 김제동         |
| 23   | 김종국         |
| 24   | 강호동 (2회)   |
| 25   | 김원희         |
| 26   | 추자현         |
| 27   | 이승기         |
| 28   | 데니 안        |
| 29   | 이지현         |
| 30   | 이문식         |
| 31   | 박준규         |
| 32   | 조성모         |
| 33   | 타블로         |
| 34   | 이민우         |
| 35   | 최정원         |
| 36   | 신혜성 (2회)   |
| 37   | MC몽           |
| 38   | 성시경         |
| 39   | 김장훈         |
| 40   | 이지훈 (2회)   |
| 41   | 박경림         |
| 42   | 유노윤호 (2회) |
| 43   | 이진 (2회)     |
| 44   | 구준엽         |
| 45   | 강호동 (3회)   |
| 46   | 지상렬         |
| 47   | 채연           |
| 48   | 장우혁         |
| 49   | 김정민         |
| 50   | 손호영         |
| 51   | 김종국 (2회)   |
| 52   | 정준호         |
| 53   | 환희           |
| 54   | 이민기         |
| 55   | 테이           |
| 56   | 봉태규         |
| 57   | 이수영         |
| 58   | 토니 안 (2회)  |
| 59   | 강타           |
| 60   | 하하           |
| 61   | 박명수         |
| 62   | 전진           |
| 63   | 이종수         |
| 64   | 이승기 (2회)   |
| 65   | 신지           |
| 66   | 이민우 (2회)   |
| 67   | 윤종신         |
| 68   | 싸이           |
| 69   | 믹키유천       |
| 70   | 박준규 (2회)   |
| N-1  | 박명수 (2회)   |
| N-2  | MC몽 (2회)     |
| N-3  | 브라이언       |
| N-4  | 김현정         |
| N-5  | 성시경 (2회)   |
| N-6  | 전진 (2회)     |
| N-7  | 장우혁 (2회)   |
| N-8  | 백지영         |
| N-9  | 윤현진 (2회)   |
| N-10 | 박상민         |
| N-11 | 천명훈         |
| N-12 | 박명수 (3회)   |
| N-13 | 김장훈 (2회)   |
| N-14 | 김신영         |
| N-15 | 김희철         |
| N-16 | 황보 (2회)     |
| N-17 | 이기찬         |
| N-18 | 오지헌         |
| N-19 | 김영철         |
| N-20 | 강호동 (4회)   |

- N-( )는 New x-man 시기를 말함

### 게스트 스타

#### 당시 아이돌 스타
- 신화 : 2004년 10월 10일, 17일 (신화 특집 방송 당시 출연)
- (구) 동방신기: 2006년 10월 1일, 8일 (동방신기 특집 방송 당시 출연)
- 문희준, 장우혁, 토니 안, 강타, 이재원 - H.O.T. 멤버들 (모두 한번 이상은 출연했다.)
- SS501
- 슈퍼주니어

## 역대 게임

### Xman 시기 게임
- 단결 말타기
- 단결 닭싸움
- 단결 고싸움
- 단결 다리다리
- 단결 꼬리잡기
- 당연하지
- 신문지 게임
- 아기 천하장사
- 줄줄이 말해요
- 달려라 풍선퀴즈
- 신혼은 아름다워
- 커플장사 만만세
- 구름다리
- 공부합시다
- 누굴까요
- 날아라 프라이팬
- 팅팅탱탱 밥상놀이
- 뛰뛰빵빵 버스놀이

### New Xman 시기 게임
- 피구왕 X
- 언행불일치
- 도전 삼행시
- 냉정한 OX

## 유행어
- 쪼아~: 원래 신정환이 기분을 가다듬을 때 했던 말을 유재석과 강호동이 유행시켰다. 프로그램 중간에 나온 좋아송과 쪼아댄스도 히트했다.
- 죽지 않아: 2006년 초 하명국에 대항하는 지진테가 결성되었을 때 나온 하명국의 유행어이다. 양 손과 한쪽 발을 내밀며 "죽지 않아, 죽지 않아"를 연발하며 큰 웃음을 주었다. 원래는 박명수의 아이디어였으나 하하가 놓치고 싶지 않아와 함께 유행시켰다.

## 결방 사유
- 2004년 8월 14일 : 아테네 올림픽 주요경기 중계방송 편성으로 결방
- 2006년 8월 20일 : 2006 K리그 올스타전 중계방송 편성으로 결방 (인천 문학경기장)